# Zastava Gvajane
Zastava Gvajane, poznata kao zlatni vrh strijele, usvojena je 1966. Boje nose simboličko značenje: zelena predstavlja agrikulturu i šume,  bijela rijeke i vodu, zlatna mineralno bogatstvo, crna izdržljivost, a crvena dinamiku.

## Vanjske poveznice
- Flags of the World